# Fondation Friedrich-Wilhelm-Murnau
La fondation Friedrich-Wilhelm-Murnau (en allemand : Friedrich-Wilhelm-Murnau-Stiftung) est une fondation allemande établie à Wiesbaden (Hesse) dont la mission est de conserver et de préserver une collection des œuvres du cinéaste Friedrich Wilhelm Murnau, ainsi que d'autres films allemands réalisés entre 1900 et 1960. La fondation est la propriété de l'État allemand.